# Parioglossus
Parioglossus is een geslacht van straalvinnige vissen uit de familie van wormvissen (Microdesmidae). Het geslacht is voor het eerst wetenschappelijk beschreven in 1912 door Regan.

## Soorten
- Parioglossus aporos Rennis & Hoese, 1985
- Parioglossus caeruleolineatus Suzuki, Yonezawa & Sakaue, 2010
- Parioglossus dotui Tomiyama, 1958
- Parioglossus formosus (Smith, 1931)
- Parioglossus galzini Williams & Lecchini, 2004
- Parioglossus interruptus Suzuki & Senou, 1994
- Parioglossus lineatus Rennis & Hoese, 1985
- Parioglossus marginalis Rennis & Hoese, 1985
- Parioglossus multiradiatus Keith, Bosc & Valade, 2004
- Parioglossus neocaledonicus Dingerkus & Séret, 1992
- Parioglossus nudus Rennis & Hoese, 1985
- Parioglossus palustris (Herre, 1945)
- Parioglossus philippinus (Herre, 1945)
- Parioglossus rainfordi McCulloch, 1921
- Parioglossus raoi (Herre, 1939)
- Parioglossus senoui Suzuki, Yonezawa & Sakaue, 2010
- Parioglossus sinensis Zhong, 1994
- Parioglossus taeniatus Regan, 1912
- Parioglossus triquetrus Rennis & Hoese, 1985
- Parioglossus verticalis Rennis & Hoese
- Parioglossus winterbottomi Suzuki, Yonezawa & Sakaue, 2010